# Paraphimophis rusticus
Paraphimophis rusticus är en ormart som beskrevs av Cope 1878. Paraphimophis rusticus är ensam i släktet Paraphimophis som ingår i familjen snokar. Arten tillhör underfamiljen Dipsadinae som ibland listas som familj.
Inga underarter finns listade i Catalogue of Life.
Arten förekommer i södra Brasilien i delstaterna Minas Gerais, Rio de Janeiro och Rio Grande do Sul samt över Uruguay till centrala Argentina. Fyndet av en avskild population i Bolivia behöver bekräftelse. Honor lägger ägg.
Paraphimophis rusticus är med en längd mellan 150 och 300 cm en stor orm. Den lever främst i skogar och jagar antagligen ödlor och mindre ormar.